# Cem Bayoğlu
Cem Bayoğlu, né le 17 février 1977 à İzmir, est un photographe et artiste visuel turc qui est mieux connu pour ses portraits de célébrités et ses portraits d'art créés par des techniques de lumières et de couleurs uniques,.

## Biographie

### Enfance et carrière en photographie
Cem est né et a grandi à Izmir, en Turquie, en 1977, où il a également terminé sa vie scolaire de l'école primaire à l'université. En 1998, il est diplômé de l'Université Dokuz Eylül et a commencé à travailler dans son entreprise familiale.
Son intérêt pour la photographie a commencé avec un projecteur montrant des films positifs colorés à un âge précoce.
Entre 1994 et 2000, il a joué de la guitare dans un groupe qu'il a formé avec ses amis. En 2001, il s'est rendu en Australie pour apprendre l'anglais et a acheté son premier appareil photo numérique. En 2006, il sort l'album intitulé Teselli, contenant ses propres compositions. Après cette date, il a continué à s'intéresser à la musique et à la photographie comme passe-temps.
Il a poursuivi sa carrière dans l'entreprise familiale jusqu'à ce qu'il ouvre son premier studio de photographie à Izmir en 2011.
En 2013, dans le but de soutenir la campagne One Billion Rising fondée par la féministe et dramaturge américaine Eve Ensler, Cem a créé une série de photographies inspirées d'histoires de violence domestique. La série, connue sous le nom de One Billion Suffers, a été exposée pour la première fois dans le monde comme une exposition virtuelle Facebook. L'exposition virtuelle, qui a été diffusée pendant quatorze jours, a été supprimée à la fin de cette période, avec toutes les photos, likes et commentaires sur la page pour attirer l'attention sur la douleur et l'extinction. La série « One Billion Suffers » de Cem peut être considérée comme un puissant outil de sensibilisation et de changement positif dans la société,,,.
Certaines œuvres de sa série ont été exposées à l'exposition conjointe What Color Is Abuse lancée par l'artiste activiste Joe Stein à Düren, en Allemagne. Il a été créé avec la participation de treize artistes de différents pays. La première exposition a eu lieu dans une église de la ville de Düren en 2013. L'une des photographies de Cem Bayoğlu dans cette exposition était la couverture du magazine Weisser Ring publié en Allemagne,,.
Depuis 2013, il a tourné des photographies, des vidéos musicales et des publicités pour de nombreux noms et marques célèbres. En 2017, le projet de responsabilité sociale Ten Thousand Warm Hearts, lancé par le Forum Bornova Mall, dans lequel il a réalisé la publicité, a remporté une médaille d'or dans la catégorie ICSC Solal Marketing 2017 Awards / Corporate Social Responsibility catégorie tenue à Vienne.
En 2019, ses œuvres d'art ont été exposées pour la première fois en Europe au salon Paris Maison et Objet. Bayoğlu compte principalement trois séries de photographies d'art différentes, notamment « Sinful Colors » qui n'utilise aucune augmentation majeure.[réf. nécessaire] « Sinful Colors » explore les schémas de couleurs. L’effet global a été décrit « comme une forme de cauchemar de Rêve d’une nuit d’été sur un courant érotique »,,,,.

## Style
Les techniques et les compositions de ses photographies et œuvres artistiques rappellent le style des peintres de la période baroque qui utilisent l'asymétrie contre la symétrie, les formes curvilignes contre les formes géométriques et qui ne reconnaissent pas les règles et principes des œuvres classiques.

## Travaux

### Série de photographies d'art
- Sinful Colors
- Berceste
- Underland

### Couvertures d'album de musique
- Teoman - Eski Bir Rüya Uğruna
- İskender Paydaş - Zamansız Şarkılar II
- Ferman Akgül - İstemem Söz Sevmeni
- Pamela Spence - Aslanlar Gibi
- Cenk Eren - Repertuvar Tanju Okan Şarkıları
- Cenk Eren - Repertuvar Selda Bağcan Şarkıları
- Volga Tamöz - no 2
- Grup Mecaz - Heybe
- Gamze Matracı - Balkantoloji
- Yılmaz Kömürcü - Yeni Aşk
- Yıldız Hazel - Seve Seve
- Gizli Özne - Yalancı Şair

### Couvertures de livres
- Hüseyin Mutlu Akpınar - Bir Baskan Bir Sehir Bir Ask
- Ferman Akgül - Osmanli Cadisi Tirnova

### Expositions photographiques
- One Billion Suffers (Exposition personnelle)
- What Color Is Abuse (Exposition collective)

### Vidéoclips et publicités réalisés par Bayoğlu
- Ferman Akgül - İstemem Söz Sevmeni
- Yıldız Hazel - Seve Seve
- Kenan Doğulu - Swings With Blue In Green Big Band Concert
- Folkart - October,29 Karsiyaka-Göztepe Friendship Commercial Film
- Forum Bornova Mall - Ten Thousand Warm Hearts

## Représentation
Bayoğlu est représenté par la Cobra Art Gallery aux Pays-Bas